# Labinsk
Labinsk è una città della Russia europea meridionale (kraj di Krasnodar), situata nella zona pedemontana ciscaucasica sulle sponde del fiume Laba, 281 km a est di Krasnodar; è il capoluogo amministrativo del distretto omonimo.
Fondata come fortezza nel 1841, divenne successivamente lo stanica (villaggio cosacco) di Labinskaja; ottenne lo status di città e il nome attuale nel 1947.
Al giorno d'oggi la città è un centro prevalentemente industriale (chimico, alimentare).